# Palazzo Albicini

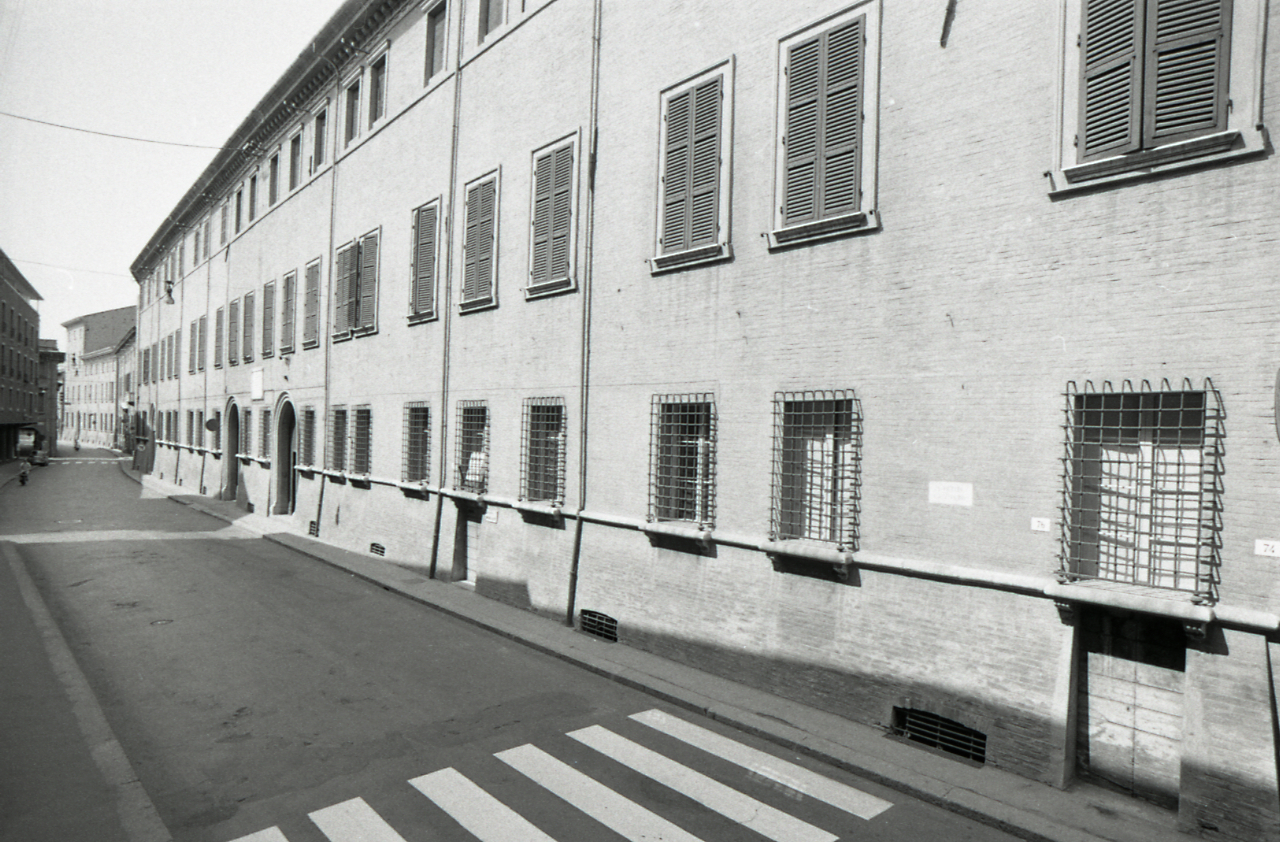
Palazzo Albicini, Fassade zum Corso Giuseppe Garibaldi, Foto von Paolo Monti, 1971

Palazzo Albicini ist ein Palast in Forlì in der italienischen Region Emilia-Romagna. Er liegt am Corso Giuseppe Garibaldi 82.
Eine Steintafel erinnert an den Besuch des Dichters Dante Alighieri, der 1307–1308 aus Florenz verbannt wurde und am Hofe von Scarpetta Ordelaffi Zuflucht fand. Jahrhunderte später weilte auch der Dichter Giosuè Carducci in dem Palast als Gast der Markgrafen Albicini.

## Geschichte
Der Palazzo Albicini wurde im 15. Jahrhundert erbaut. Das Gebäude gehörte anfangs den Ordelaffis, einer mächtigen Familie aus Forlì, bis diese in den ersten Jahrzehnten des 15. Jahrhunderts in den Palazzo Comunale umzogen und so den Schwerpunkt des politischen Lebens in Forlì von der Piazza del Duomo zum Campo dell'Abate (heute Piazza Saffi) verschoben.
Ab dem 16. Jahrhundert wurde der damalige Bau von den Markgrafen Albicini umgebaut, z. B. auf dem Gelände, auf dem das Caxa Granda der Ordelaffis stand, das während seines Baus den größten Teil der Unterkünfte einschloss, wogegen Giuseppe Albicini im 17. Jahrhundert das Gebäude und die Kapellen der Familie umbaute.

## Beschreibung
Der Bau trägt eine imposante und strenge Fassade aus Ziegeln und in einem langen, horizontalen Baukörper gegliedert, unterbrochen von drei Fensterreihen. Zwischen dem 17. und 18. Jahrhundert erhielt sie die Linearität eines gemeinsamen Baukörpers, ohne die Raumaufteilung aus dem 16. Jahrhundert zu verändern.
In dem Palast ist noch eine große Zahl von Gemälden erhalten, die ihn zu einem der inspirierendsten Orte der Stadt machen. Im Inneren des Gebäudes, dem Sitz des bedeutenden kulturellen Freizeitclubs „Scranna“, kann man verschiedene Stuckarbeiten und Gemälde nach barockem Geschmack bewundern. An der Decke des Ehrensalons befindet sich ein bemerkenswertes Gemälde mit dem Titel L'aurora che vola verso l'azzurro per portare al mondo la luce e la vita (dt.: Die Morgenröte, die ins Blaue fliegt, um der Welt das Licht des Lebens zu bringen), das der Maler Carlo Cignani in den Jahren 1672–1674 schuf.
In einem anderen Teil des Salons können wir den Carro del sole (dt.: Sonnenwagen) bewundern, ein Werk des Malers Francesco Mancini, der sich in Forlì nahe der Werkstatt der Ciganis niederließ.